# شبکه دریم‌ورکس
شبکهٔ دریم‌ورکس (به انگلیسی: DreamWorks Channel) یک شبکهٔ پولی است که متعلق به ان‌بی‌سی یونیورسال است. این شبکه اولین بار در ۱ اوت ۲۰۱۵ در جنوب شرق آسیا راه اندازی شد و بعداً به بقیه آسیا و همچنین اروپا، آفریقا و اقیانوسیه گسترش یافت.

## تاریخ

### راه اندازی یونیورسال+ با دریم‌ورکس
این کانال با دو شبکهٔ تلویزیونی مووی‌استار+ و اورنج در ۲۱ فوریه ۲۰۲۱ در اسپانیا راه اندازی شد. این شبکه در هند به زبان انگلیسی از طریق جیو تی‌وی در ۲۵ نوامبر ۲۰۲۱ در دسترس است و قرار است در ۳۱ مارس ۲۰۲۲ در آمریکای لاتین راه اندازی شود.